# Akid
Akid je stará jednotka délky používaná v Iráku Její hodnota je přibližně 50,3 mm.